# 火车西站街道 (西宁市)
火车西站街道是中华人民共和国青海省西宁市城北区下辖的一个街道办事处。

## 行政区划
火车西站街道下辖以下村级行政区划单位：
盐庄社区、萨尔斯堡社区、美丽水街社区、湟水河畔社区和火车西站社区。